# 福井市羽生小学校
福井市羽生小学校（ふくいし はにゅうしょうがっこう）は、福井県福井市にある公立小学校。

## アクセス
- 京福バス「55 大野線」で、「追分口」停留所下車。